# Auftragsbautengrundsätze
Die Auftragsbautengrundsätze (ABG 1975) sind bilaterale Verwaltungsabkommen, die im Rahmen des Zusatzabkommens zum NATO-Truppenstatut entstanden sind. Diese Verwaltungsabkommen existieren mit
- den Streitkräften der Vereinigten Staaten von Amerika,
- den Oberbefehlshabern der britischen Streitkräfte in der Bundesrepublik Deutschland,
- dem Minister für Verteidigung des Königreichs der Niederlande,
- dem Minister für nationale Verteidigung des Königreichs Belgien,
- dem Oberbefehlshaber der französischen Streitkräfte in der Bundesrepublik Deutschland und
- dem Minister für Verteidigung von Kanada.

In den Auftragsbautengrundsätzen wird geregelt, wie Bauvorhaben der Gaststreitkräfte durchzuführen sind. Hierbei wird unterschieden zwischen Bauvorhaben, die von den Truppen selbst durchgeführt werden dürfen und größeren Bauprojekten, die im Auftragsverhältnis von deutschen Behörden durchgeführt werden.